# Агри (река)
А́гри (итал. Agri) — река на востоке области Базиликата в южной Италии. Длина 136 км, площадь бассейна 1770 км² (или 1686 км²).
Исток реки находится в Луканских Апеннинах к западу от Кальвелло в провинции Потенца, чуть западнее истока Базенто. Река течет на юг до Патерно, после чего поворачивает на юго-восток. Она протекает недалеко от Трамутолы, Виджано и Грументо-Нова, а затем впадает в озеро Пьетра-ди-Пертусильо. После озера река течет на восток мимо Арменто, Миссанелло, Алиано и Сант-Арканджело. Между Арменто и Миссанелло в реку справа впадает Раканелло. От Миссанелло до впадения Сауро река является границей между провинциями Потенца и Матера.
В бассейне Агри основная часть осадков выпадает весной и осенью, лето бывает засушливым. На реке расположено три водохранилища, используемые, в основном, для сельскохозяйственных нужд: Марсико Нуово (26 км², построено в 1996 году), Пертусильо (630 км², построено в 1963 году), Ганнано (1490 км², построено в 1959 году).
В верхнем течении Агри протекает через доломиты, известняк, брекчию. Позже она течёт через илистые глины, песок, и пелиты.
Основными притоками являются Алли, Сауро, Шаура, Раканелло, Каволо и Малья.
В реке водится форель, карпы, караси, голавль и уклейка.